# Jean-François Belin
 (novembre 2021).
Si vous disposez d'ouvrages ou d'articles de référence ou si vous connaissez des sites web de qualité traitant du thème abordé ici, merci de compléter l'article en donnant les références utiles à sa vérifiabilité et en les liant à la section « Notes et références ».
Pour les articles homonymes, voir Belin.
Jean-François Belin est un homme politique français né le 28 novembre 1740 à Berthenicourt (Aisne) et mort le 21 septembre 1807 à Saint-Quentin (Aisne).

## Biographie
Propriétaire cultivateur à Guise, il est député de l'Aisne à l'Assemblée législative de 1791 et à la Convention. Il vote pour la détention de Louis XVI. Il passe au Conseil des Anciens le 4 brumaire an IV.

## Sources
- « Jean-François Belin », dans Adolphe Robert et Gaston Cougny, Dictionnaire des parlementaires français, Edgar Bourloton, 1889-1891 [détail de l’édition]